# Dây thìa canh lá to
Thìa canh lá to hay dây mỏ, lõa ti không mùi, lõa ti nhuộm (danh pháp hai phần: Gymnema latifolium) là một loài thực vật có hoa trong họ La bố ma. Loài này được (Lour.) Decne. mô tả khoa học đầu tiên năm 1844.

## Hình ảnh

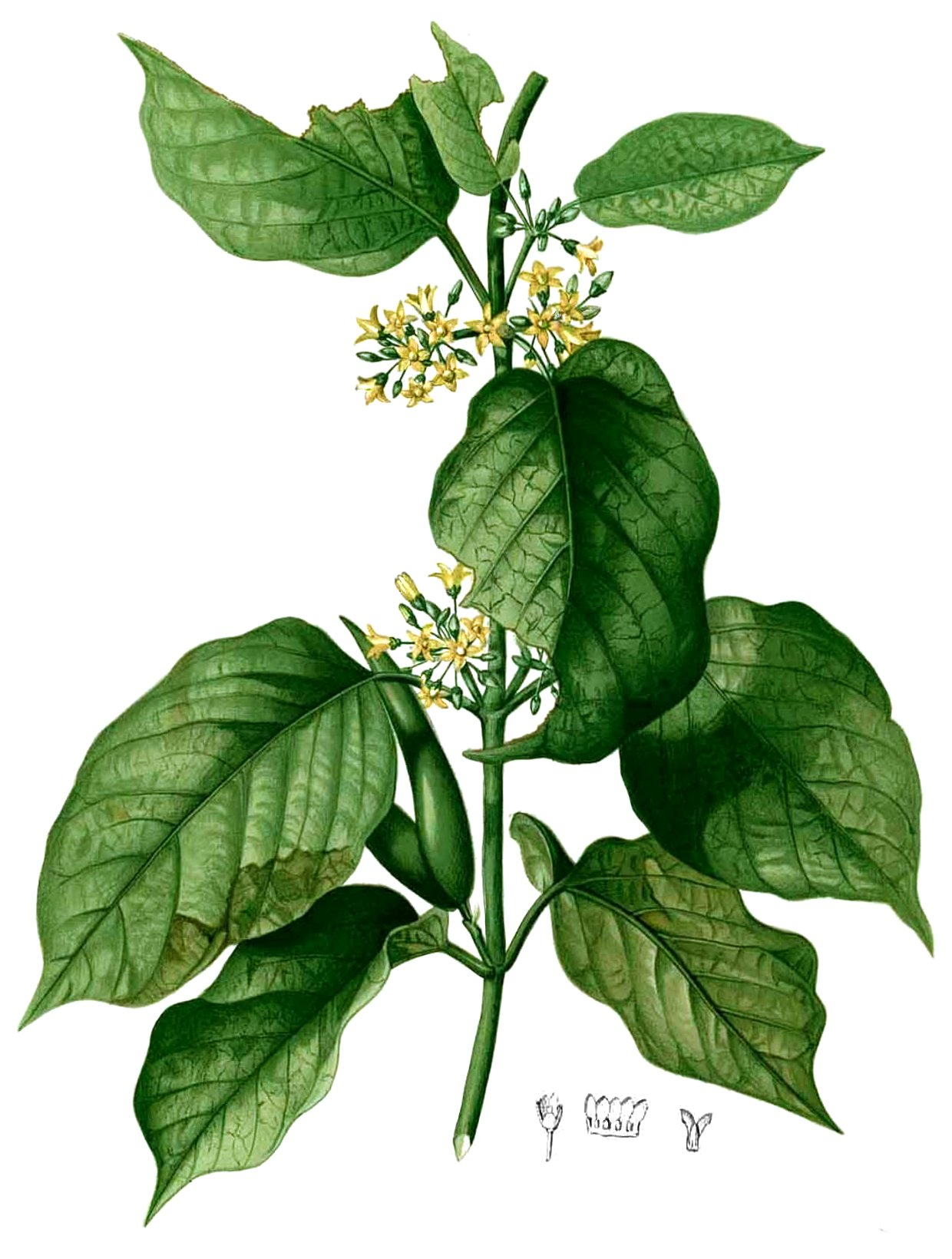
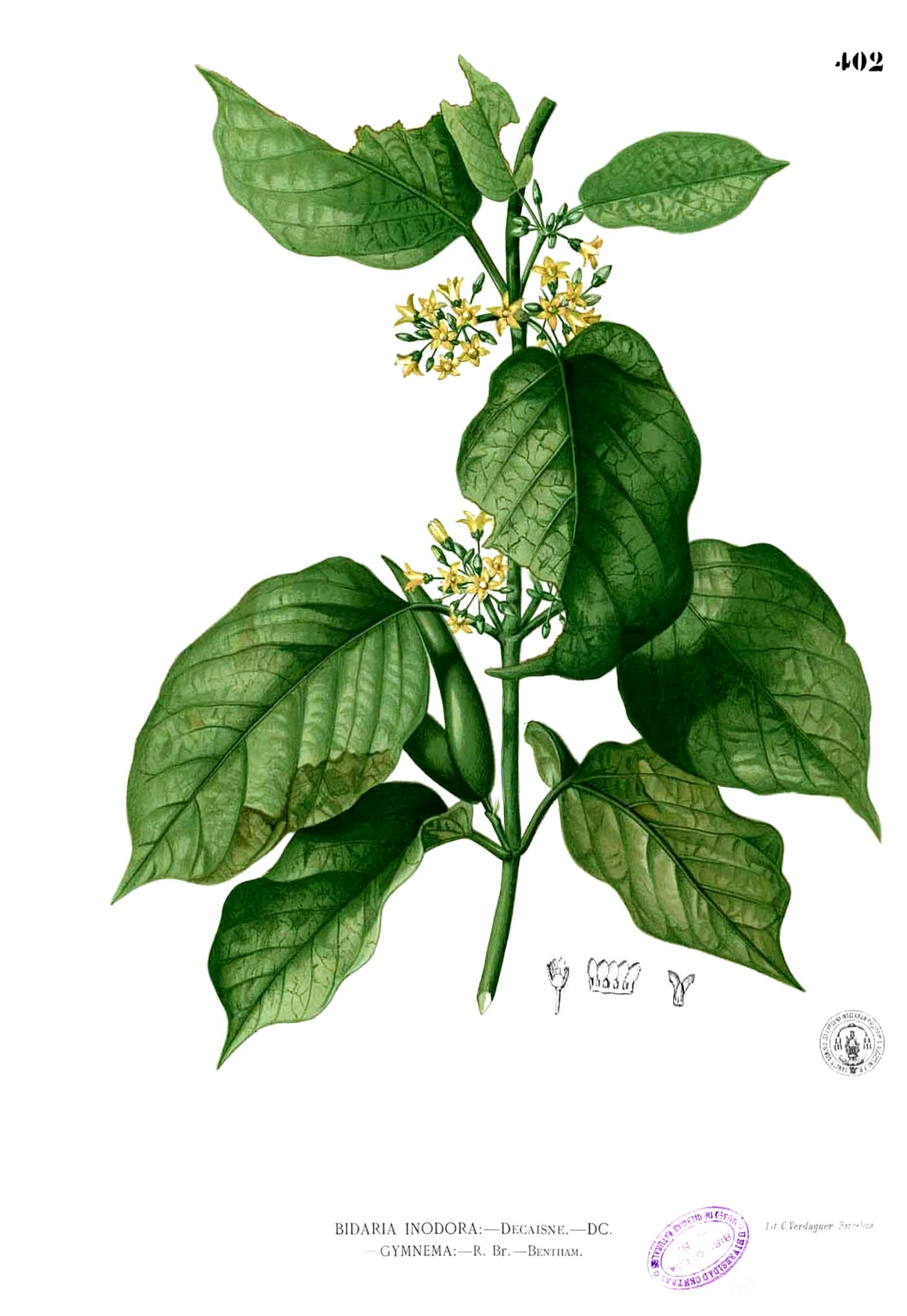
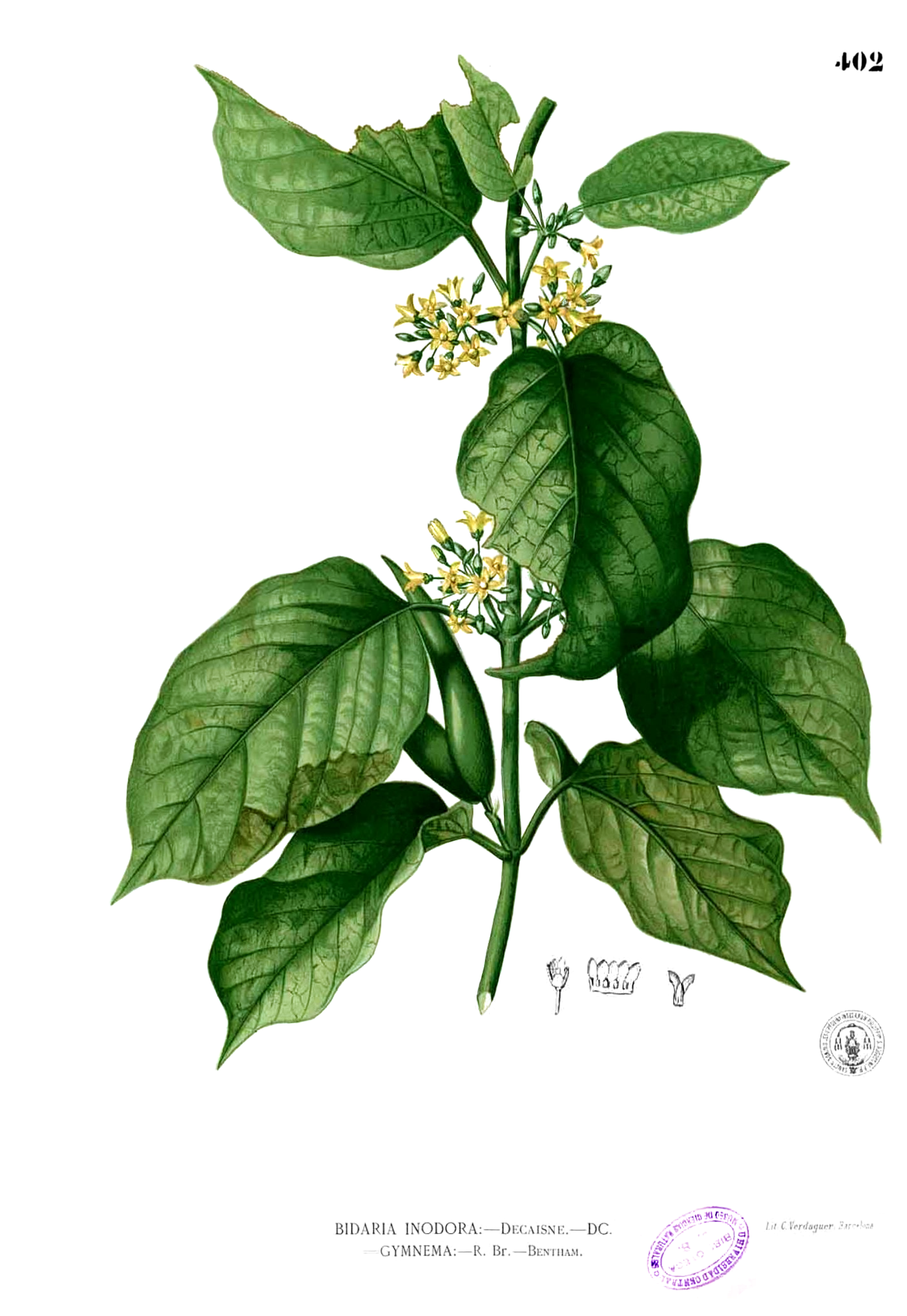
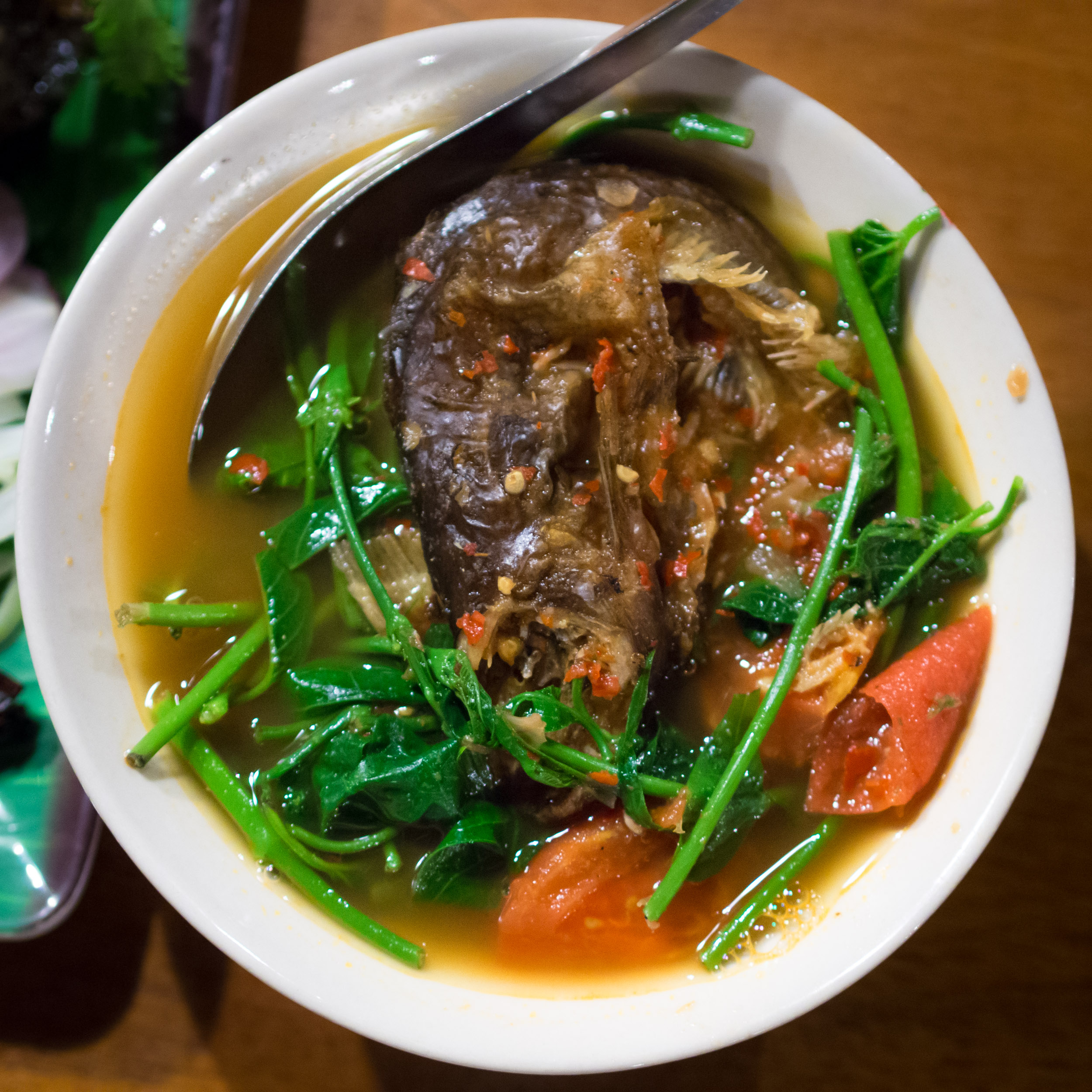